# الحرب المقدونية الثالثة
الحرب المقدونية الثالثة (171-168 قبل الميلاد) معركة بين الجمهورية الرومانية والملك بيرسيوس المقدوني. في عام 179 قبل الميلاد توفي الملك فيليب الخامس المقدوني وخلفه ابنه «بيرسيوس» المتعطش للسلطة. كان بيرسيوس معاديًا للرومان وأثار المشاعر المعادية للرومان في مقدونيا. أدى ذلك إلى تصاعد التوترات بين الطرفين وأعلنت روما الحرب على مقدونيا.
وقعت معظم أحداث المعركة في مقدونيا وفي منطقة ثيساليا المجاورة التي تمركزت فيها القوات الرومانية. خاض الطرفان معركة غير حاسمة على تلة كالينيكوس في 171 قبل الميلاد والعديد من الحروب في السنوات اللاحقة، أدى هذا في النهاية إلى هزيمة القوات المقدونية في معركة بيدنا سنة 168 قبل الميلاد بشكل حاسم من قبل القوات الرومانية وإنتهاء سلسلة الصراعات والحروب.